# Hergest Ridge
Hergest Ridge è il secondo album in studio di Mike Oldfield pubblicato nel 1974 dalla Virgin Records.

## Storia

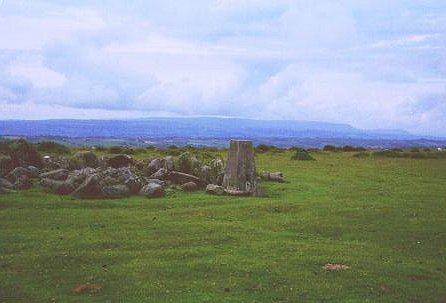
La collina di Hergest Ridge nello Herefordshire

Il titolo deriva dal nome di una collina nei pressi di una tenuta nello Herefordshire, in cui Oldfield amava ritirarsi in tranquillità.
Come l'album precedente, Tubular Bells, è una lunga suite in due parti, con l'aggiunta di parti corali ed elementi folk.
L'opera venne in seguito pesantemente remixata dall'autore, per la pubblicazione in versione quadrifonica nel cofanetto di quattro LP Boxed. Oldfield dichiarò che questa nuova versione era più fedele ai suoi intendimenti iniziali ed era da considerarsi come la versione definitiva dell'opera. Per questa ragione, fino al 2010 le varie edizioni in cd riportavano la seconda versione remixata, mentre la versione originale non venne più ristampata in alcun modo. Solo nel 2010, scaduti i diritti della Virgin sull'opera, Oldfield vi ha rimesso mano, pubblicando un doppio CD contenente il missaggio originale, rimasterizzato, e una nuova versione con un nuovo e diverso missaggio.
Come nel caso di Tubular Bells, la casa discografica approntò anche per Hergest Ridge una versione orchestrale, registrata dal vivo, in vista di una successiva pubblicazione. Il progetto venne affidato a David Bedford con la Royal Philharmonic Orchestra. Oldfield però rifiutò di prendere parte al progetto, e le parti di chitarra vennero affidate a Steve Hillage. Ma la registrazione non venne mai pubblicata, anche per il minor interesse da parte del pubblico verso l'opera rispetto a Tubular Bells. Tale registrazione è disponibile come bootleg.
Dal sito ufficiale dell'artista era possibile acquistare un'edizione limitata a 250 copie autografate che includeva l'edizione deluxe, LP e una riproduzione della copertina dell'album autografata.

## Accoglienza
Il disco debuttò subito al primo posto delle classifiche inglesi ma, dopo poche settimane, venne superato dallo stesso Tubular Bells.

## Tracce

### LP/MC/Stereo8 originale
1. Hergest Ridge, part one - 21:29 - (Mike Oldfield)
2. Hergest Ridge, part two - 18:45 - (Mike Oldfield)

### Edizione 2010
1. Hergest Ridge (Part One) - 19.21 2010 Stereo Mix by Mike Oldfield
2. Hergest Ridge (Part Two) - 18.50 2010 Stereo Mix by Mike Oldfield
3. In Dulci Jubilo (For Maureen) - 2.47
4. Spanish Tune - 3.11

### Edizione Deluxe 2 CD + DVD
Disco 1
1. Hergest Ridge (Part One) - 19.21 2010 Stereo Mix by Mike Oldfield
2. Hergest Ridge (Part Two) - 18.50 2010 Stereo Mix by Mike Oldfield
3. In Dulci Jubilo (for Maureen) - 2.47
4. Spanish Tune - 3.11

Disco 2
1. Hergest Ridge (Part One) - 21.33 1974 Stereo Mix
2. Hergest Ridge (Part Two) - 18.45 1974 Stereo Mix
3. Hergest Ridge (1974 Demo Part One) - 20.22
4. Hergest Ridge (1974 Demo Part Two) - 18.13

DVD
1. Hergest Ridge (Part One) 2010 5.1 Stereo Mix by Mike Oldfield
2. Hergest Ridge (Part Two) 2010 5.1 Stereo Mix by Mike Oldfield

## Musicisti
- Mike Oldfield - chitarra folk, basso elettrico, chitarre elettriche, Farfisa, organo Lowrey, organo elettrico, glockenspiel, gong, mandolino, schiaccianoci, sonagli, chitarra classica, timpani, campane tubolari
- Chilli Charles - rullante
- Lindsay Cooper - oboe
- Ted Hobart - tromba
- William Murray - piatti
- Sally Oldfield - canto
- Terry Oldfield - fiati
- Clodagh Simmonds - canto
- June Whiting - oboe
- Coro e gli archi diretti da David Bedford